# USP-1光學瞄準鏡
USP-1「鬱金香樹」（俄语：УСП-1；УСП全寫：Унифицированный Стрелковый Прицел, первый образец，罗马化：Unifitsirovannyj Strelkovyj Pritsel, pervyj obrazets，意為：統一步槍瞄準鏡首型；代號，罗马化：Tyul'pan，意為：郁金香樹；俄罗斯国防部火箭炮兵装备总局代號：／）是一款由前蘇聯／俄羅斯由新西伯利亞的TsKB“ Tochpribor”所設計、新西伯利亞儀器製造廠（NPZ）所生產的通用型光学瞄准镜，設計用於裝設於AK系列步槍（AKMN、AK-74N、AK-74M、AK-101、AK-102、AK-103、AK-104、AK-105）AN-94、RPK-74N、PKMN和PKP“ Pecheneg”以上，並可快速安裝和快速拆卸。

## 設計
USP-1光學瞄準鏡是英国SUIT的彷製型，因此與之類似。安裝以後，USP-1會設置在機匣上方居中的高度，使用者仍可以使用機械瞄具。
除了調節機構，USP-1還在分劃右側設有與PSO-1相似的距離換算表，可用於從400到1,200公尺的距離確定高達1.5米（4尺11.1寸）的物體。該瞄準鏡無需電池。瞄準鏡的分劃佈局為吊掛式方尖碑形的瞄準標線，並且以氚用作黑暗或光照不足等低光度環境時的照明光源。 
USP-1亦配有帆布袋、鏡頭清潔布、組合工具、兩個橡膠物鏡罩，兩個鏡罩夾和三款不同、分別用於AK-74／AN-94突擊步槍、RPK-74輕機槍和PK通用機槍的彈墜補助（BDC）調整手輪。
USP-1適用於快速打擊各種射程內的點和面目標，而且在400公尺以內的風偏和海拔都歸零。與開放式瞄具相比，裝上以後瞄準時對目標射擊的效率提高了1.2至2倍，並且用以進行射擊的時間減少了60％。
USP-1利用華沙條約導軌將其裝設在武器的機匣左側以上。
USP-1光學瞄準鏡目前被1P78「卡什坦」光學瞄準鏡所取代。

## 光學規格和尺寸
- 瞄準具重量：0.8公斤（1.76磅）
- 完整的瞄準鏡系統重量：1.25公斤（2.76磅）
- 放大倍率：4倍
- 視角：8（14）°
- 出瞳距離：35毫米（1.38英吋）
- 出瞳直径：6.5毫米（0.26英吋）
- 解析度限制：13秒
- 保留的光量：＞70％
- 歸零的調整範圍：0—400公尺（垂直和水平調整）
- 瞄準具的外形尺寸（長×高×寬）：203毫米×80毫米×178毫米
- 應用溫度範圍：−50°C-+50°C

## 資料來源
1. ↑  .   [2020-01-18]. （原始内容存档于2021-05-13）.
2. ↑  1P29 4.0x Magnification （页面存档备份，存于）. Russianoptics.net
3. ↑  .   [16 November 2014]. （原始内容存档于2014-11-29）.
4. ↑  .   [16 November 2014]. （原始内容存档于2014-11-29）.

## 外部連結
- （英文）—Russian Optics.net—1P29（页面存档备份，存于）
- （俄文）—Описание прицела УСП-1 на сайте www.ak-info.ru （页面存档备份，存于）
- （俄文）—Описание оптического прицела УСП-1 на сайте russianguns.ru （页面存档备份，存于）
- （俄文）—Обзор и сравнительное описание прицела УСП-1 и его гражданских модификаций
- （俄文）—Обзор коллиматорных прицелов военного назначения （页面存档备份，存于）
- （简体中文）—D Boy Gun World（槍炮世界）—1P29白光瞄准镜 （页面存档备份，存于）